# Абд-ру-шин
Абд-ру-шин (Abd-ru-shin або Abdruschin) — псевдонім Оскара Ернста Бернхардта (нім. Oskar Ernst Bernhardt; 18 квітня 1875, Бішофсверда — 6 грудня 1941, Кіпсдорф) — автор твору «У Світлі Істини - Послання Ґраля» («Im Lichte der Wahrheit - Gralsbotschaft»).

## Біографія
Абд-ру-шин народився 18 квітня 1875 року у німецькому містечку Бішофсверда в заможній родині Бернхардтів (мати Емма Тереза, батько Клеменс Теодор), батьки дали йому ім'я Оскар Ернст, він був п'ятою наймолодшою дитиною у сім'ї.
Після школи за бажанням батьків він обрав професію комерсанта, закінчивши училище комерції і торгівлі. В подальшому займався самостійною професійною діяльністю у Дрездені. З 1900 року у зв'язку з комерційними справами почались його численні подорожі різними країнами світу.
Враження від поїздок стали поштовхом до початку його письменницької діяльності. 
Після тривалого перебування в Нью-Йорку, в 1913 році він приїздить у справах до Великої Британії й мешкає в Лондоні. Там його застає Перша світова війна, і в 1915 році його як німецького підданого інтернують на острів Мен. Чотирирічне ув’язнення дало йому можливість співпережити внутрішні біди людей, які вже не знаходили виходу з хаосу, спричиненого розвалюванням старого світового порядку. У нього пробудилося бажання допомогти в цьому знанням про вирішальні, всеосяжні взаємозв’язки в бутті людини. Після звільнення, знову повернувшись на батьківщину, навесні 1919 року, він усвідомлює своє завдання – вказати тим, хто перебуває в пошуку, сутність законів Світобудови та вихід з лабіринтів оман. Він їздить Німеччиною і виступає з публічними доповідями.
Таким чином, з 1923 р. Оскар Ернст Бернхардт почав публікувати доповіді з серйозних питань людського життя під ім’ям «Абд-ру-шин». Це ім’я має персько-арабське походження і в перекладі означає «Син Світла». Спочатку він публікував свої доповіді в журналах, у 1926 р. опублікував написані до цього доповіді в книзі «У Світлі Істини – Нове Послання Ґраля» (нім. «Im Lichte der Wahrheit – Neue Gralsbotschaft»), що складалося з 43 доповідей.
У 1928 році Абд-ру-шин зі своєю родиною переїздить на плато Фомперберг, поблизу Інсбрука (Тіроль, Австрія), та продовжує працювати над своїм Посланням Ґраля. 
Незабаром до Фомперберга стали приїздити люди, що висловлювали бажання бути поряд з Абд-ру-шином, черпати від нього нові знання й будувати своє життя за вченням «Послання Ґраля». Абд-ру-шин пішов назустріч найбільш наполегливим проханням своїх прихильників і дозволив деяким оселитися поблизу нього, хоча не планував цього спочатку. Так з'явилося селище Ґраля, що існує й сьогодні.
Коли у 1938-ому Австрія стала «німецькою», нацистський режим заборонив подальше розповсюдження його твору. Абд-ру-шин був заарештований, а його володіння на Фомперберзі експропрійоване.
Після шести місяців тяжкого перебування під арештом в Інсбруці йому довелося покинути окуповану Австрію. Врешті-решт він знайшов притулок у Кіпсдорфі, в саксонських Рудних горах. При цьому йому було заборонено відкрито займатися своєю діяльністю та приймати відвідувачів. Гестапо постійно стежило за Абд-ру-шином та контролювало його.
Роки заслання він використав для переробки Послання Ґраля в ту «Останню авторську редакцію», яку він визначив як видання, передбачене для розповсюдження. Але заслання та ізоляція мали свої наслідки: Абд-ру-шин помер 6 грудня 1941 року в Кіпсдорфі у віці всього лише 66 років.
11 грудня його було поховано в його рідному місті Бішофсверда, де він народився. Лише у 1949 його останки змогли перенести до селища Ґраля на Фомперберзі.
У період з 1938 по 1945 роки «Послання Ґраля» перебувало під офіційною забороною у нацистській Німеччині. 
Абд-ру-шин своїм «Посланням Ґраля» з першої ж доповіді вказує, що його мета – роз’яснити тим, хто перебуває в пошуку, закони Світобудови, прояснити незрозумілі в царині духовних знань речі, завдяки чому кожна людина має змогу духовно дозріти і сформуватися в досконалу особистість, що позбавлена впливу оман і плутанини тих, хто сприймає церковне вчення лише на віру як фанатик, або навпаки – як зарозумілий матеріаліст. Він закликав читача відкинути упередження хибних догм та об’єктивно перевірити правильність того, що він пропонує. Щодо своєї мети Абд-ру-шин в 1936 році писав так:
«Я просто писав моє Послання Ґраля, яке мені потрібно було принести людству. Оскільки це Послання охоплює знання про дію всього Творіння так всебічно, як це досі ще не могло бути надано, то в ньому люди достеменно дізнаються про шляхи, дотримування яких дозволить їм набути внутрішнього миру, а це приведе до радісної творчості вже на Землі.(…)
Моя мета духовного роду!
Але я не несу нової релігії, не хочу засновувати ніякої нової церкви, а також і секти, однак з усією простотою даю ясну картину автоматичного діяння Творіння, що несе Волю Бога, з чого людина спроможна чітко усвідомити, які шляхи для неї добрі».
Абд-ру-шин всіляко хотів сконцентрувати увагу читача на своєму «Посланні Ґраля». При цьому він уникав того, аби звертати погляд читача на свою особистість як на центр його вчення. Він вимагав від своїх читачів звертати увагу «на Слово, а не на того, хто його несе».
Коли Абд-ру-шина спитали, з якої традиції походить його вчення і звідкіля він взагалі бере всі свої знання, він виразно відповів, що завжди черпав лише із власного джерела і не є представником якоїсь релігії, «напряму» або «школи»:
«Я не вийшов із жодної групи, не користувався жодною школою, ніде не вивчав і не здобував своїх знань.(…) Те, що я стверджую в моїх доповідях, я кажу з переконаності, черпаючи з себе самого. І якщо в різних релігіях можна знайти щось подібне, то я цього точно звідти не запозичував. Проте мене радує, коли в них стверджується про те ж саме або споріднене. З усіх цих причин я постійно закликаю, щоб перевірялися слова, але не зверталася увага на того, хто говорить! Хто тоді захоче йти за мною, той справді є серйозним шукачем, що вміє міркувати сам. А інші люди, яким потрібно дотримуватися особистості замість предмету, котрі, відповідно, і не можуть залишатися об’єктивними, не мають жодної цінності для серйозного дальшого поступу».
З такого висловлювання Абд-ру-шина стає зрозумілим, що всі біографічні дані про його особу на зовнішньому життєвому шляху не повинні відволікати від того, що він справді мав передати як живе знання.
*Ґраль
«Енциклопедичний словник Брокгауза та Єфрона» містить дві форми написання цього слова російською мовою – «Граль» та «Грааль». Друга форма – «Грааль» – походить від старо-франц. – Graal. У XII ст. у Франції була зроблена літературна обробка сказань про «Грааль», звідки прийшло уявлення про «Грааль» як про чашу благодаті, священну чашу, принесену на землю ангелами.
У своєму Посланні Ґраля Абд-ру-шин розкриває істинний зміст поняття «Ґраль», який відрізняється від уявлень, що містяться у французьких літературних джерелах. 
Тому при перекладі цього твору з німецької мови як на російську, так і на українську, для цього поняття була взята перша форма написання цього слова з однією літерою «а» (Gral – нім.). 
У перекладі українською мовою, ініційованому офіційним власником авторських прав на твори Абд-ру-шина, Фондом Послання Ґраля (Штутгарт, Німеччина), цей твір виданий та розповсюджується під назвою «У Світлі Істини – Послання Ґраля», у перекладі російською мовою – «В Свете Истины – Послание Граля».

## Головна праця
- Абд-ру-шин, «У Світлі Істини - Послання Ґраля». Том І. Видання 1, 2017р. Verlag der Stiftung Gralsbotschaft, Stuttgart, ISBN 978-3-87860-734-2 (ISBN 978-617-7337-64-4)

- Абд-ру-шин, «В Свете Истини – Послание Граля». Однотомное издание. Издание 1, 2013р. Verlag der Stiftung Gralsbotschaft, Stuttgart, ISBN 978-3-87860-499-0

- Абд-ру-шин, «В Свете Истини – Послание Граля». Трёхтомное издание в общем шубере. Издание 12, 2014р. Verlag der Stiftung Gralsbotschaft, Stuttgart, ISBN 978-617-7054-72-5